# آگونیست هیستامین
آگونیست هیستامین دارویی است که باعث افزایش فعالیت در یک یا چند مورد از چهار زیرگروه گیرنده‌های هیستامین می شود.
H2: بتازول و ایمپرومیدین نمونه‌هایی از آگونیست‌هایی هستند که در تشخیص برای افزایش هیستامین استفاده می شوند.
H3: بتاهیستین یک آگونیست ضعیف هیستامین 1 و یک آنتاگونیست بسیار قوی هیستامین 3 است (به طور متناقضی هیستامین افزایش می یابد).

## همچنین ببینید
- آنتاگونیست هیستامین